# William Morton
William Morton (20 de junho de 1880 — 21 de março de 1952) foi um ciclista canadense que participava em competições de ciclismo de pista.
Nos Jogos Olímpicos de 1908 em Londres, ele ganhou a medalha de bronze, juntamente com Walter Andrews, William Anderson e Frederick McCarthy, na prova de perseguição por equipes. Também competiu nos 5000 m e dos 100 km, sendo eliminado na primeira rodada, assim como na velocidade, nos 660 jardas e em tandem.